# جنون المال (فلم)
جنون المال (بالإنجليزية: Mad Money) هو فيلم كوميدي تم إنتاجه في الولايات المتحدة وصدر في سنة 2008. الفيلم من إخراج كالي خوري. وهو من بطولة ديان كيتون وكوين لطيفة وكيتي هولمز وتيد دانسون.

## القصة
بعد ثلاثين عاما من العمل المتواصل يجد دون نفسه بلا وظيفة غارقا في الديون حتى أذنيه هو وزوجته. تحاول الزوجة (بريجيت) مساعدة الزوج والبحث عن وظيفة وترتضي بوظيفة عاملة تنظيف في البنك المركزي الفدرالي وهناك تكتشف إمكان الثراء السريع عن طريق اختلاس بعض المال الذي يتم إعدامه والتخلص منه لكن الأمر يحتاج إلى مساعدة وتستطيع بسهولة ان تجند اثنتين من الموظفات في البنك.
تنجح اللعبة وتتسع دائرة المشاركة وينضم إلى العصابة الصغيرة زوج الأولى وخطيب الثانية وشرطي الأمن الذي يقع في غرام الثالثة. تتواصل عمليات السرقة بانتظام لكن يحدث المحظور ويكتشف أحد مفتشي البنوك عملية السطو ويتم وضع أفراد العصابة تحت المراقبة. فجأة تتعقد الأمور ويكون على الجميع التخلص من المال لكن تتم مداهمة الأمكنة ويتم القبض على الجميع ماعدا بريجيت التي تنجح في الهروب لتعود مرة أخرى بعد ان توكل محاميا يستطيع تخليص الجميع من القضية. تمر شهور بعد الإفراج عن الجميع وتتواعد النساء الثلاث لنكتشف ان بريجيت لم تتخلص من كل المال المسروق وإنما كانت تخزنه في قبو المكان الذي شهد اجتماعاتهم السابقة.

## الممثلون والشخصيات
- ديان كيتون
- كوين لطيفة
- كيتي هولمز (ممثلة)
- تيد دانسون

## الميزانية والإيرادات
بلغت تكلفة إنتاج الفيلم حوالي 22 مليون دولار بينما حقق أرباحا تقدر بـ 26,412,163 دولار.

## روابط خارجية
- مقالات تستعمل روابط فنية بلا صلة مع ويكي بيانات